# Gradi e cinture delle arti marziali giapponesi
I gradi e le cinture delle arti marziali giapponesi indicano il livello di esperienza dell'allievo o maestro. Il sistema di gradi è basato su due scale: kyū e dan. Solo recentemente sono state introdotte cinture colorate per dare un riscontro visivo immediato del grado.

## Kyū
I kyū sono i gradi degli allievi, non sono in numero definito e il primo corrisponde sempre al più alto. Quando usata, la cintura è bianca o colorata.

## Dan
I dan sono i gradi dei maestri, generalmente i gradi sono dieci, anche se non esiste un massimo grado raggiungibile. In alcune federazioni, come la Bujinkan, i dan sono quindici. Le cinture possono essere nere, rosse, bianche, o una combinazione di questi colori.

## Tabella riassuntiva dei gradi
| Grado   | Kanji    | Traslitterazione | Cintura |
| Mukyū   | Mukyū    | Mukyū            | Mukyū   |
| ------- | -------- | ---------------- | ------- |
| nessuno | 無級     | Mukyū            | nessuna |
| Kyū     |          |                  |         |
| 21º kyū | 二十一級 | Nijuikkyū        |         |
| 20º kyū | 二十級   | Nijukkyū         |         |
| 19º kyū | 十九級   | Jukyūkyū         |         |
| 18º kyū | 十八級   | Juhakkyū         |         |
| 17º kyū | 十七級   | Junanakyū        |         |
| 16º kyū | 十六級   | Jurokkyū         |         |
| 15º kyū | 十五級   | Jugokyū          |         |
| 14º kyū | 十四級   | Juyonkyū         |         |
| 13º kyū | 十三級   | Jusankyū         |         |
| 12º kyū | 十二級   | Junikyū          |         |
| 11º kyū | 十一級   | Juikkyū          |         |
| 10º kyū | 十級     | Jukkyū           |         |
| 9º kyū  | 九級     | Kyūkyū           |         |
| 8º kyū  | 八級     | Hakkyū           |         |
| 7º kyū  | 七級     | Nanakyū          |         |
| 6º kyū  | 六級     | Rokkyū           |         |
| 5º kyū  | 五級     | Gokyū            |         |
| 4º kyū  | 四級     | Yonkyū           |         |
| 3º kyū  | 三級     | Sankyū           |         |
| 2º kyū  | 二級     | Nikyū            |         |
| 1º kyū  | 一級     | Ikkyū            |         |
| Dan     |          |                  |         |
| 1º dan  | 初段     | Shodan           |         |
| 2º dan  | 弐段     | Nidan            |         |
| 3º dan  | 参段     | Sandan           |         |
| 4º dan  | 四段     | Yondan           |         |
| 5º dan  | 五段     | Godan            |         |
| 6º dan  | 六段     | Rokudan          |         |
| 7º dan  | 七段     | Shichidan        |         |
| 8º dan  | 八段     | Hachidan         |         |
| 9º dan  | 九段     | Kudan            |         |
| 10º dan | 十段     | Jūdan            |         |
| Terra   | 土魚段   | Chigyodan        |         |
| Acqua   | 水魚段   | Suigyodan        |         |
| Fuoco   | 火魚段   | Kagyodan         |         |
| Vento   | 気魚段   | Fūgyodan         |         |
| Vuoto   | 空魚段   | Kūgyodan         |         |